# Graduate Texts in Mathematics
Graduate Texts in Mathematics (codice ISSN 0072-5285; abbreviazioni: Grad. Texts in Math., o GTM) è una collana editoriale di manuali universitari di livello avanzato su argomenti e temi della matematica. La serie è pubblicata dalla Springer-Verlag. I volumi di questa serie, come le altre collane matematiche dello stesso editore, hanno la copertina gialla e presentano dimensioni standard, eccetto per il numero di pagine, variabile da testo a testo. La serie è contraddistinta da una banda bianca orizzontale nella parte alta del libro.
Come recita il nome della collana, i libri della serie sono intesi per un utilizzo nella didattica universitaria graduate-level, vale a dire l'insegnamento rivolto a studenti che hanno già conseguito un titolo accademico di primo livello (laureati): la trattazione degli argomenti nei manuali GTM tende a essere, quindi, di livello più avanzato rispetto ai volumi della similare collana degli Undergraduate Texts in Mathematics, edita dello stesso editore, anche se vi è una discreta sovrapposizione tra le due serie per i materiali coperti e per i livelli di difficoltà dell'esposizione.

## Volumi
1. Introduction to Axiomatic Set Theory, Gaisi Takeuti, Wilson M. Zaring (1981, ISBN 978-0-387-90024-7)
2. Measure and Category, John C. Oxtoby (1980, ISBN 978-0-387-90508-2)
3. Topological Vector Spaces, Helmut H. Schaefer, M. P. Wolff (1999, ISBN 978-0-387-98726-2)
4. A Course in Homological Algebra, Peter Hilton, Urs Stammbach (1997, ISBN 978-0-387-94823-2)
5. Categories for the Working Mathematician, Saunders Mac Lane (1998, ISBN 978-0-387-98403-2)
6. Projective Planes, Daniel R. Hughes, Fred C. Piper, (1982, ISBN 978-3-540-90043-6)
7. A Course in Arithmetic, Jean-Pierre Serre (1996, ISBN 978-0-387-90040-7)
8. Axiomatic Set Theory, Gaisi Takeuti, Wilson M. Zaring, (1973, ISBN 978-3-540-90050-4)
9. Introduction to Lie Algebras and Representation Theory, James E. Humphreys (1997, ISBN 978-0-387-90053-7)
10. A Course in Simple-Homotopy Theory, Marshall. M. Cohen, (1973, ISBN 0-387-90056-X)
11. Functions of One Complex Variable I, John B. Conway  (1995, ISBN 978-0-387-90328-6)
12. Advanced Mathematical Analysis, Richard Beals  (1973, ISBN 978-0-387-90065-0)
13. Rings and Categories of Modules, Frank W. Anderson, Kent R. Fuller  (1992, ISBN 978-0-387-97845-1)
14. Stable Mappings and Their Singularities, Martin Golubitsky, Victor Guillemin, (1974, ISBN 978-0-387-90072-8)
15. Lectures in Functional Analysis and Operator Theory, Sterling K. Berberian, (1974, ISBN 978-0-387-90080-3)
16. The Structure of Fields, David J. Winter, (1974, ISBN 978-3-540-90074-0)
17. Random Processes, Murray Rosenblatt, (1974, ISBN 978-0-387-90085-8)
18. Measure Theory, Paul R. Halmos (1974, ISBN 978-0-387-90088-9)
19. A Hilbert Space Problem Book, Paul R. Halmos (1982, ISBN 978-0-387-90685-0)
20. Fibre Bundles, Dale Husemoller (1994, ISBN 978-0-387-94087-8)
21. Linear Algebraic Groups, James E. Humphreys  (1998, ISBN 978-0-387-90108-4)
22. An Algebraic Introduction to Mathematical Logic, Donald W. Barnes, John M. Mack (1975, ISBN 978-0-387-90109-1)
23. Linear Algebra, Werner H. Greub (1981, ISBN 978-0-387-90110-7)
24. Geometric Functional Analysis and Its Applications, Richard B. Holmes, (1975, ISBN 978-0-387-90136-7)
25. Real and Abstract Analysis, Edwin Hewitt, Karl Stromberg (1975, ISBN 978-0-387-90138-1)
26. Algebraic Theories, Ernest G. Manes, (1976, ISBN 978-3-540-90140-2)
27. General Topology, John L. Kelley (1975, ISBN 978-0-387-90125-1)
28. Commutative Algebra I, Oscar Zariski, Pierre Samuel, Cohen (1975, ISBN 978-0-387-90089-6)
29. Commutative Algebra II, Oscar Zariski, Pierre Samuel (1975, ISBN 978-0-387-90171-8)
30. Lectures in Abstract Algebra I: Basic Concepts, Nathan Jacobson (1976, ISBN 978-0-387-90181-7)
31. Lectures in Abstract Algebra II: Linear Algebra, Nathan Jacobson (1984, ISBN 978-0-387-90123-7)
32. Lectures in Abstract Algebra III: Theory of Fields and Galois Theory, Nathan Jacobson (1976, ISBN 978-0-387-90168-8)
33. Differential Topology, Morris W. Hirsch (1976, ISBN 978-0-387-90148-0)
34. Principles of Random Walk, Frank Spitzer (2001, ISBN 978-0-387-95154-6)
35. Several Complex Variables and Banach Algebras, Herbert Alexander, John Wermer (1998, ISBN 978-3-540-90160-0)
36. Linear Topological Spaces, John L. Kelley, Isaac Namioka (1982, ISBN 978-0-387-90169-5)
37. Mathematical Logic, J. Donald Monk (1976, ISBN 978-0-387-90170-1)
38. Several Complex Variables, H. Grauert, K. Fritzsche (1976, ISBN 978-0-387-90172-5)
39. An Invitation to {\displaystyle C^{*}}-Algebras, William Arveson (1976, ISBN 978-0-387-90176-3)
40. Denumerable Markov Chains, John G. Kemeny, J. Laurie Snell, Anthony W. Knapp, D.S. Griffeath (1976, ISBN 978-0-387-90177-0)
41. Modular Functions and Dirichlet Series in Number Theory, Tom M. Apostol (1989, 2nd ed, ISBN 978-0-387-97127-8)
42. Linear Representations of Finite Groups, Jean-Pierre Serre, Leonhard L. Scott (1977, 978-0-387-90190-9)
43. Rings of Continuous Functions, Leonard Gillman, Meyer Jerison (1976, ISBN 978-0-387-90198-5)
44. Elementary Algebraic Geometry, Keith Kendig (1977, ISBN 978-0-387-90199-2)
45. Probability Theory I, M. Loève (1977, 4th ed, ISBN 978-0-387-90210-4)
46. Probability Theory II, M. Loève (1978, 4th ed, ISBN 978-0-387-90262-3)
47. Geometric Topology in Dimensions 2 and 3, Edwin E. Moise (1977, ISBN 978-0-387-90220-3)
48. General Relativity for Mathematicians, R. K. Sachs, H. Wu (1983, ISBN 978-0-387-90218-0)
49. Linear Geometry, K. W. Gruenberg, A. J. Weir (2010, ISBN 978-0-387-90227-2)
50. Fermat's Last Theorem: A Genetic Introduction to Algebraic Number Theory, Harold M. Edwards (2000, ISBN 978-0-387-90230-2)
51. A Course in Differential Geometry, William Klingenberg, D. Hoffman (1983, ISBN 978-0-387-90255-5)
52. Algebraic Geometry, Robin Hartshorne (2010, ISBN 978-1-4419-2807-8)
53. A Course in Mathematical Logic for Mathematicians, Yu. I. Manin, Boris Zilber  (2009, ISBN 978-1-4419-0614-4)
54. Combinatorics with Emphasis on the Theory of Graphs, Mark E. Watkins, Jack E. Graver (1977, ISBN 978-0-387-90245-6)
55. Introduction to Operator Theory I: Elements of Functional Analysis, Arlen Brown, Carl Pearcy (1977, ISBN 978-0-387-90257-9)
56. Algebraic Topology: An Introduction, William S. Massey (1977, ISBN 978-0-387-90271-5)
57. Introduction to Knot Theory, Richard H. Crowell, Ralph H. Fox (1977, ISBN 978-0-387-90272-2)
58. p-adic Numbers, p-adic Analysis, and Zeta-Functions, Neal Koblitz (1984, ISBN 978-0-387-96017-3)
59. Cyclotomic Fields, Serge Lang (1978, ISBN 978-0-387-90307-1)
60. Mathematical Methods of Classical Mechanics, Vladimir Arnold, Alan Weinstein, Karen Vogtmann (1989, ISBN 978-0-387-96890-2)
61. Elements of Homotopy Theory, George W. Whitehead (1978)
62. Fundamentals of the Theory of Groups, Kargapolov, Merzljakov, Burns (1979)
63. Graph Theory, An Introductory Course, Béla Bollobás (1979)
64. Fourier Series, A Modern Introduction Vol 1, Edwards, R. E. (1979)
65. Differential Analysis on Complex Manifolds, R.O. Wells Jr. (2008)
66. Introduction to Affine Group Schemes, W. C. Waterhouse (1979)
67. Local Fields, Jean-Pierre Serre, Greenberg (1980)
68. Linear Operators in Hilbert Spaces, Weidmann, Szuecs (1980)
69. Cyclotomic Fields II, Serge Lang (1980)
70. Singular Homology Theory, William S. Massey (1980)
71. Riemann Surfaces, Herschel Farkas, Irwin Kra (1980)
72. Classical Topology and Combinatorial Group Theory, John Stillwell (1980, 2ed 1993)
73. Algebra, Thomas W. Hungerford (1980)
74. Multiplicative Number Theory, Harold Davenport, Hugh Montgomery (1980)
75. Basic Theory of Algebraic Groups and Lie Algebras, G. P. Hochschild (1981)
76. Algebraic Geometry, Iitaka (1982)
77. Lectures on the Theory of Algebraic Numbers, Hecke, Brauer, Goldman et al. (1981)
78. A Course in Universal Algebra, Burris, Stanley and Sankappanavar, H. P. (Online) (1981)
79. An Introduction to Ergodic Theory, Peter Walters (1982)
80. A Course in the Theory of Groups, Derek J.S. Robinson (1982)
81. Lectures on Riemann Surfaces, Forster, Gilligan (1981)
82. Differential Forms in Algebraic Topology, Raoul Bott, Loring Tu (1982)
83. Introduction to Cyclotomic Fields, Lawrence C. Washington (1982)
84. A Classical Introduction to Modern Number Theory, Ireland, Rosen (1995, ISBN 0-387-97329-X)
85. Fourier Series. A Modern Introduction Vol 2, Edwards, R. E. (1982)
86. Introduction to Coding Theory, J. H. van Lint (3rd ed 1998, ISBN 3-540-64133-5)
87. Cohomology of Groups, Kenneth S. Brown (1982)
88. Associative Algebras, R. S. Pierce (1982)
89. Introduction to Algebraic and Abelian Functions, Serge Lang (1982)
90. An Introduction to Convex Polytopes, Arne Brondsted (1983)
91. The Geometry of Discrete Groups, Alan F. Beardon (1983, 2nd print 1995)
92. Sequences and Series in Banach Spaces, J. Diestel (1984)
93. Modern Geometry — Methods and Applications I, B. A. Dubrovin, Anatoly Timofeevich Fomenko, Sergei Novikov et al. (1984, 2ed 1992)
94. Foundations of Differentiable Manifolds and Lie Groups, Frank W. Warner (1983)
95. Probability, Albert Shiryaev (1984, 2ed 1996)
96. A Course in Functional Analysis, John B. Conway (1985)
97. Introduction to Elliptic Curves and Modular Forms, Neal Koblitz (1984)
98. Representations of Compact Lie Groups, Broecker, Dieck (1985)
99. Finite Reflection Groups, Grove, Benson (1985)
100. Harmonic Analysis on Semigroups, Berg, Christensen, Ressel (1984)
101. Galois Theory, Harold M. Edwards (1984)
102. Lie Groups, Lie Algebras, and Their Representations, V. S. Varadarajan (1984)
103. Complex Analysis, Serge Lang (4th ed 1999)
104. Modern Geometry — Methods and Applications II, B. A. Dubrovin, Anatoly Timofeevich Fomenko, Sergej Petrovič Novikov et al. (1985)
105. SL2(R), Serge Lang (1985)
106. The Arithmetic of Elliptic Curves, Joseph H. Silverman (1986)
107. Applications of Lie Groups to Differential Equations, Peter J. Olver (2ed 1993)
108. Holomorphic Functions and Integral Representations in Several Complex Variables, R. Michael Range (1986)
109. Univalent Functions and Teichmüller Spaces, O. Lehto (1987)
110. Algebraic Number Theory, Serge Lang (1986, 2ed 1994)
111. Elliptic Curves, Dale Husemöller (2ed 2004)
112. Elliptic Functions, Serge Lang (1986)
113. Brownian Motion and Stochastic Calculus, Ioannis Karatzas, Steven Shreve (1988)
114. A Course in Number Theory and Cryptography, Neal Koblitz (2ed 1994)
115. Differential Geometry: Manifolds, Curves and Surfaces, Berger, Gostiaux, Levy (1988)
116. Measure and Integral VOl 1, John L. Kelley, Srinivasan (1988)
117. Algebraic Groups and Class Fields, Jean-Pierre Serre (1988)
118. Analysis Now, Gert K. Pedersen (1989)
119. An Introduction to Algebraic Topology, Joseph J. Rotman (1988)
120. Weakly Differentiable Functions, William P. Ziemer (1989)
121. Cyclotomic Fields I and II (combined edition of the books previously published as Cyclotomic Fields, Vol. I and II), Serge Lang (1990)
122. Theory of Complex Functions, Remmert, Burckel (1991, 4th print 1998)
123. Numbers, Heinz-Dieter Ebbinghaus et al. (1990, ISBN 978-0-387-97497-2)
124. Modern Geometry — Methods and Applications III, B. A. Dubrovin, Anatoly Timofeevich Fomenko, Sergei Novikov et al.  (1990, ISBN 978-0-387-97271-8)
125. Complex Variables, Berenstein, Gay (1991)
126. Linear Algebraic Groups, Armand Borel (1991)
127. A Basic Course in Algebraic Topology, William S. Massey (1991)
128. Partial Differential Equations, Jeffrey Rauch (1991)
129. Representation Theory, William Fulton, Joe Harris (1991)
130. Tensor Geometry, C. T. J. Dodson, T. Poston (1991)
131. A First Course in Noncommutative Rings, T. Y. Lam
132. Iteration of Rational Functions, Alan F. Beardon
133. Algebraic Geometry, Joe Harris
134. Coding and Information Theory, Steven Roman
135. Advanced Linear Algebra, Steven Roman
136. Algebra: An Approach via Module Theory, Adkins, Weintraub
137. Harmonic Function Theory, Axler, Bourdon, Ramey
138. A Course in Computational Algebraic Number Theory, Henri Cohen (1996, ISBN 0-387-55640-0)
139. Topology and Geometry, Glen E. Bredon
140. Optima and Equilibria, Jean-Pierre Aubin
141. Gröbner Bases, Becker, Weispfenning, Kredel
142. Real and Functional Analysis, Serge Lang, (1993, ISBN 978-0-387-94001-4)
143. Measure Theory, J. L. Doob
144. Noncommutative Algebra, Farb, Dennis
145. Homology Theory, James W. Vick
146. Computability, Douglas S. Bridges
147. Algebraic K-Theory and Its Applications, Jonathan Rosenberg
148. An Introduction to the Theory of Groups, Joseph J. Rotman
149. Foundations of Hyperbolic Manifolds, John G. Ratcliffe
150. Commutative Algebra with a View Toward Algebraic Geometry, David Eisenbud
151. Advanced Topics in the Arithmetic of Elliptic Curves, Joseph H. Silverman
152. Lectures on Polytopes, Günter M. Ziegler
153. Algebraic Topology, William Fulton
154. An Introduction to Analysis, Brown, Pearcy
155. Quantum Groups, Christian Kassel
156. Classical Descriptive Set Theory, Alexander S. Kechris
157. Integration and Probability, Malliavin, Airault, Kay et al.
158. Field Theory, Steven Roman
159. Functions of One Complex Variable II, John B. Conway
160. Differential and Riemannian Manifolds, Serge Lang
161. Polynomials and Polynomial Inequalities, Borwein, Erdelyi
162. Groups and Representations, J. L. Alperin, Bell
163. Permutation Groups, Dixon, Mortimer
164. Additive Number Theory I, Melvyn B. Nathanson (ISBN 0-387-94656-X)
165. Additive Number Theory II, Melvyn B. Nathanson (ISBN 0-387-94655-1)
166. Differential Geometry, R. W. Sharpe, Shiing-Shen Chern
167. Field and Galois Theory, Patrick Morandi
168. Combinatorial Convexity and Algebraic Geometry, Guenter Ewald
169. Matrix Analysis, Rajendra Bhatia
170. Sheaf Theory, Glen E. Bredon
171. Riemannian Geometry, Peter Petersen
172. Classical Topics in Complex Function Theory, Remmert, Kay
173. Graph Theory, Reinhard Diestel
174. Foundations of Real and Abstract Analysis, Douglas S. Bridges
175. An Introduction to Knot Theory, W. B. Raymond Lickorish
176. Riemannian Manifolds, John M. Lee
177. Analytic Number Theory , Donald J. Newman
178. Nonsmooth Analysis and Control Theory, Clarke, Ledyaev, Stern et al.
179. Banach Algebra Techniques in Operator Theory, Ronald G. Douglas
180. A Course on Borel Sets, S. M. Srivastava
181. Numerical Analysis, Rainer Kress
182. Ordinary Differential Equations, Walter, Thompson
183. An Introduction to Banach Space Theory, Robert E. Megginson
184. Modern Graph Theory, Béla Bollobás (1998)
185. Using Algebraic Geometry, Cox, Little, O Shea
186. Fourier Analysis on Number Fields, Ramakrishnan, Valenza
187. Moduli of Curves, Joe Harris, Morrison
188. Lectures on the Hyperreals, Robert Goldblatt
189. Lectures on Modules and Rings, Tsit-Yuen Lam
190. Problems in Algebraic Number Theory, Esmonde, Murty
191. Fundamentals of Differential Geometry, Serge Lang
192. Elements of Functional Analysis, Hirsch, Lacombe, Levy
193. Advanced Topics in Computational Number Theory, Henri Cohen (2000, ISBN 0-387-98727-4)
194. One-Parameter Semigroups for Linear Evolution Equations, Engel, Nagel
195. Elementary Methods in Number Theory, Melvyn B. Nathanson
196. Basic Homological Algebra, M. Scott Osborne
197. The Geometry of Schemes, David Eisenbud, Joe Harris
198. A Course in p-adic Analysis, Alain Robert
199. Theory of Bergman Spaces, Hedenmalm, Korenblum, Zhu
200. An Introduction to Riemann-Finsler Geometry, David Bao, Shiing-Shen Chern, Zhongmin Shen
201. Diophantine Geometry, Hindry, Joseph H. Silverman (2000, ISBN 978-0-387-98975-4)
202. Introduction to Topological Manifolds, John M. Lee
203. The Symmetric Group, Bruce E. Sagan
204. Galois Theory, Jean-Pierre Escofier
205. Rational Homotopy Theory, Yves Félix, Stephen Halperin, Jean-Claude Thomas (2000, ISBN 978-0-387-95068-6)
206. Problems in Analytic Number Theory, M. Ram Murty (2001, ISBN 978-0-387-95143-0)
207. Algebraic Graph Theory, Godsil, Royle (2001, ISBN 978-0-387-95241-3)
208. Analysis for Applied Mathematics, Ward Cheney (2001, ISBN 978-0-387-95279-6)
209. A Short Course on Spectral Theory, William Arveson (2002, ISBN 978-0-387-95300-7)
210. Number Theory in Function Fields, Michael Rosen (2002, ISBN 978-0-387-95335-9)
211. Algebra, Serge Lang
212. Lectures on Discrete Geometry, Jiří Matoušek
213. From Holomorphic Functions to Complex Manifolds, Fritzsche, Grauert
214. Partial Differential Equations, Jürgen Jost, (2002, ISBN 978-0-387-95428-8)
215. Algebraic Functions and Projective Curves, David M. Goldschmidt, (2003, ISBN 978-0-387-95432-5)
216. Matrices, Denis Serre, (2002, ISBN 978-0-387-95460-8)
217. Model Theory: An Introduction, David Marker, (2002, ISBN 978-0-387-98760-6)
218. Introduction to Smooth Manifolds, John M. Lee (2003, ISBN 978-0-387-95448-6)
219. The Arithmetic of Hyperbolic 3-Manifolds, Colin Maclachlan, Alan W. Reid, (2003, ISBN 978-0-387-98386-8)
220. Smooth Manifolds and Observables, Jet Nestruev, (2003, ISBN 978-0-387-95543-8 )
221. Convex Polytopes, Branko Grünbaum (2003,  ISBN 0-387-00424-6)
222. Lie Groups, Lie Algebras, and Representations, Brian C. Hall, (2003, ISBN 978-0-387-40122-5)
223. Fourier Analysis and its Applications, Anders Vretblad, (2003, ISBN 978-0-387-00836-3)
224. Metric Structures in Differential Geometry, Walschap, G., (2004, ISBN 978-0-387-20430-7)
225. Lie Groups, Daniel Bump, (2013, 2nd ed., ISBN 978-1-4614-8023-5)
226. Spaces of Holomorphic Functions in the Unit Ball, Kehe Zhu, (2005, ISBN 978-0-387-22036-9)
227. Combinatorial Commutative Algebra, Ezra Miller, Bernd Sturmfels, (2005, ISBN 978-0-387-22356-8)
228. A First Course in Modular Forms, Fred Diamond, J. Shurman,  (2006, ISBN 978-0-387-23229-4)
229. The Geometry of Syzygies, David Eisenbud (2005, ISBN 978-0-387-22215-8)
230. An Introduction to Markov Processes, Daniel W. Stroock, (2005, ISBN 978-3-540-23499-9)
231. Combinatorics of Coxeter Groups, Anders Björner, Francisco Brenti, (2005, ISBN 978-3-540-44238-7)
232. An Introduction to Number Theory, Everest, G., Ward, T., (2005, ISBN 978-1-85233-917-3)
233. Topics in Banach Space Theory, Albiac, F., Kalton, N. J., (2006, ISBN 978-0-387-28141-4)
234. Analysis and Probability — Wavelets, Signals, Fractals, Jorgensen, P. E. T., (2006, ISBN 978-0-387-29519-0)
235. Compact Lie Groups, M. R. Sepanski, (2007, ISBN 978-0-387-30263-8)
236. Bounded Analytic Functions, Garnett, J., (2007, ISBN 978-0-387-33621-3)
237. An Introduction to Operators on the Hardy-Hilbert Space, Martinez-Avendano, R.A., Rosenthal, P., (2007, ISBN 978-0-387-35418-7)
238. A Course in Enumeration, Aigner, M., (2007, ISBN 978-3-540-39032-9)
239. Number Theory — Volume I: Tools and Diophantine Equations, Cohen, H., (2007, ISBN 978-0-387-49922-2)
240. Number Theory — Volume II: Analytic and Modern Tools, Cohen, H., (2007, ISBN 978-0-387-49893-5)
241. The Arithmetic of Dynamical Systems, Joseph H. Silverman, (2007, ISBN 978-0-387-69903-5)
242. Abstract Algebra, Grillet, Pierre Antoine, (2007, ISBN 978-0-387-71567-4)
243. Topological Methods in Group Theory, Geoghegan, Ross, (2007, ISBN 978-0-387-74611-1)
244. Graph Theory, Bondy, J. A., Murty, U. S. R., (2007, ISBN 978-1-84628-969-9)
245. Complex Analysis: Introduced in the Spirit of Lipman Bers,Gilman, Jane P., Kra, Irwin, Rodriguez, Rubi E. (2007, ISBN 978-0-387-74714-9)
246. A Course in Commutative Banach Algebras, Kaniuth, Eberhard,  (2008, ISBN 978-0-387-72475-1)
247. Braid Groups, Kassel, Christian, Turaev, Vladimir, (2008, ISBN 978-0-387-33841-5)
248. Buildings Theory and Applications, Abramenko, Peter, Brown, Ken (2008, ISBN 978-0-387-78834-0)
249. Classical Fourier Analysis, Grafakos, Loukas, (2008, ISBN 978-0-387-09431-1)
250. Modern Fourier Analysis, Grafakos, Loukas, (2008, ISBN 978-0-387-09433-5)
251. The Finite Simple Groups, Wilson, Christopher W. Parker (2009, ISBN 978-1-84800-987-5)
252. Distributions and Operators, Grubb, Gerd, (2009, ISBN 978-0-387-84894-5)
253. Elementary Functional Analysis, MacCluer, Barbara D., (2009, ISBN 978-0-387-85528-8)
254. Algebraic Function Fields and Codes, Stichtenoth, Henning, (2009, ISBN 978-3-540-76877-7)
255. Symmetry, Representations, and Invariants, Goodman, Roe, Wallach, Nolan R., (2009, ISBN 978-0-387-79851-6)
256. A Course in Commutative Algebra, Kemper, Gregor, (2010, ISBN 978-3-642-03544-9)
257. Deformation Theory, Robin Hartshorne, (2010, ISBN 978-1-4419-1595-5)
258. Foundations of Optimization in Finite Dimensions, Osman Guler,  (2010, ISBN 978-0-387-34431-7)
259. Ergodic Theory, Thomas Ward, Manfred Einsiedler, (2010, ISBN 978-0-85729-020-5)
260. Monomial Ideals, Jürgen Herzog, Hibi Takayuki(2010, ISBN 978-0-85729-105-9)
261. Probability and Stochastics, Erhan Cinlar, (2011, ISBN 978-0-387-87858-4)
262. Essentials of Integration Theory for Analysis, Daniel W. Stroock, (2012, ISBN 978-1-4614-1134-5)
263. Analysis on Fock Spaces, Kehe Zhu, (2012, ISBN 978-1-4419-8800-3)
264. Functional Analysis, Calculus of Variations and Optimal Control, Francis H. Clarke, (2013, ISBN 978-1-4471-4819-7)
265. Unbounded Self-adjoint Operators on Hilbert Space, Konrad Schmüdgen, (2012, ISBN 978-94-007-4752-4)
266. Calculus Without Derivatives, Jean-Paul Penot, (2012, ISBN 978-1-4614-4537-1)
267. Quantum Theory for Mathematicians, Brian C. Hall, (2013, ISBN 978-1-4614-7115-8)
268. Geometric Analysis of the Bergman Kernel and Metric, Krantz, Steven G., (2013, ISBN 978-1-4614-7923-9)
269. Locally Convex Spaces, M Scott Osborne, (2014, ISBN 978-3-319-02044-0)
270. Fundamentals of Algebraic Topology, Steven Weintraub, (2014, ISBN 978-1-4939-1843-0)
271. Integer Programming, Michelangelo Conforti, Gérard P. Cornuéjols, Giacomo Zambelli, (2014, ISBN)
272. Operator Theoretic Aspects of Ergodic Theory, Tanja Eisner, Bálint Farkas, Markus Haase, Rainer Nagel, (2015, ISBN 978-3-319-16897-5)
273. Homotopical Topology, Anatoly Fomenko, Dmitry Fuchs, (2016, ISBN 978-3-319-23487-8)
274. Infinite-dimensional Lie Groups. General Theory and Main Examples, Helge Glöckner, Karl-Hermann Neeb, (2016, ISBN)